# Julienne de Norwich
La bienheureuse Julienne de Norwich, née aux environs de 1342 et décédée en 1416, est une religieuse mystique anglaise ayant vécu comme recluse aux XIVe et XVe siècles. Elle est liturgiquement commémorée le 13 mai pour l'Église catholique et le 8 mai pour l'Église anglicane.
On l'a par ailleurs surnommée la « première femme de lettres anglaise, ».

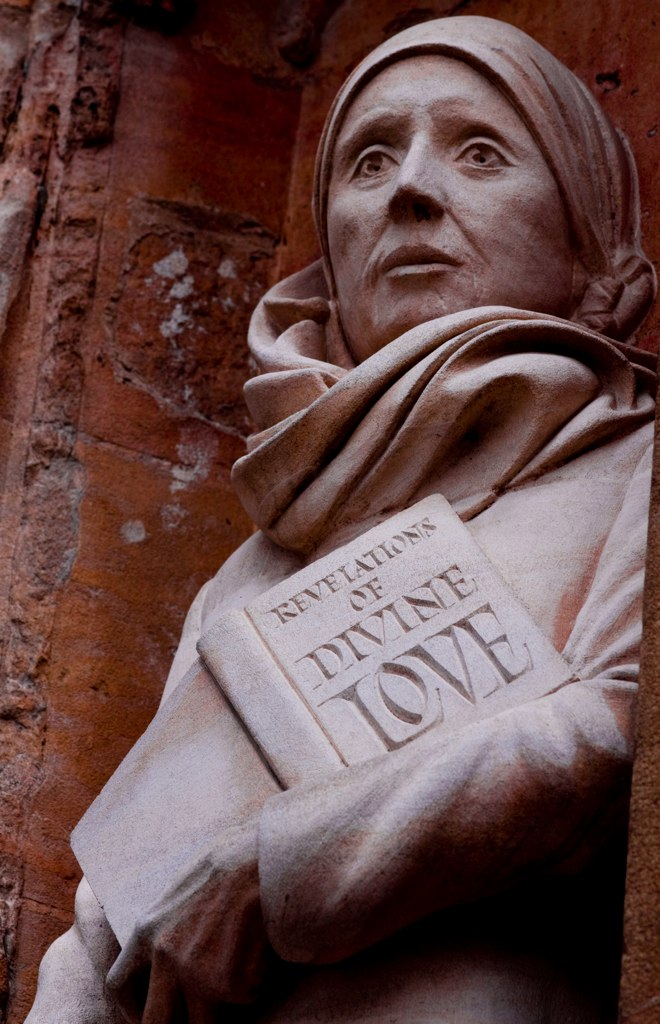
La bienheureuse Julienne de Norwich

## Biographie
Julienne (Julian of Norwich) vécut à Norwich, en recluse, autrement dit à l'écart du monde mais cependant aidée d'une servante et recevant de temps en temps des visites, tel que celles de Margery Kempe. En 1373, elle eut une série de 16 Visuelles ou révélations (shewings en moyen anglais) dont elle dicta le récit. Ce texte est dense en sa simplicité et assez bref, même dans la plus longue des deux versions. Elle vit le Christ souffrant la Passion et des scènes semblables à des paraboles évangéliques.
L'image populaire de Julienne vivant avec son chat de compagnie découle de la réglementation énoncée dans The Ancrene Riwle.

## Sa pensée
L'enseignement tiré de ses visions n'a rien de mièvre ni de simpliste. Dieu n'est qu'amour, débordant de cortaysie, autrement dit de courtoisie, c'est-à-dire de bienveillance, de grâce spirituelle.
Selon elle, les souffrances de Jésus-Christ sur la Croix sont actuelles et il n'y a pas d'intervalle de temps entre celles-ci et sa résurrection ; pour elle, nous sommes actuellement avec le Christ sur sa croix et la Résurrection du Christ coïncide avec sa mort et donc notre mort coïncidant avec la sienne, notre résurrection coïncidera aussi avec la sienne comme avec notre mort.
Elle écrit : « Ainsi, je vis Notre-Seigneur Jésus languir sur sa Croix pendant longtemps, car sa divinité donna à son humanité la force de souffrir plus que tous les hommes ne le pourraient. » Mais cette force ne lui épargne pas la souffrance lui permettant seulement de souffrir davantage : « Et ce fut pour les péchés de chaque homme qu'il souffrit ; et il vit les douleurs et les chagrins de chacun ; et, par bonté comme par amour, il les partagea. »
Julienne consacra plusieurs chapitres à la maternité de Jésus-Christ.
À Julienne qui doutait du salut des païens et des pécheurs, Jésus-Christ lui aurait dit : « Ce qui te paraît impossible ne l'est pas pour moi. Mes paroles se vérifieront en tout ; oui, je ferai que tout sera bien. »
De plus, selon ses révélations, le salut, proposé à tous les hommes, rétablira toute la créatione : « Tout finira bien. Toutes choses, quelle qu'elles soient, finiront bien. » Sa conclusion est celle que lui confie Jésus-Christ et qu'elle répète à plusieurs fois, à savoir all shall be well, « tout finira bien », ou plutôt : à la fin (une fois entrée dans l'éternité), tu verras que tout était bien.

### Traductions françaises
- Le Livre des révélations, Les éditions du Cerf, coll. « Sagesses chrétiennes », 1992, 303 p. (ISBN 978-2-204-04416-5)
- Une révélation de l'amour de Dieu. Version brève des Seize Révélations de l'Amour divin, Abbaye de Bellefontaine, coll. « Vie monastique », 1997, 177 p. (ISBN 978-2-85589-057-9)
- Écrits mystiques, Toulouse, Editions du Carmel, coll. « Vie intérieure », 2007, 151 p. (ISBN 978-2-84713-062-1)
- Julienne de Norwich et Sœur Claude-Pierre (Traduction), Les révélations de l'amour divin, Orbey, Arfuyen, coll. « Les carnets spirituels », 2017, 104 p. (ISBN 978-2-84590-249-7)

### Éditions en langue anglaise
- A Book of Showings to the Anchoress Julian of Norwich, ed. by Edmund Colledge O.S.A. et James Walsh S.J., 2 volumes, V.1 : Introduction and Short Text, V.2 The Long Text, Pontifical Institute of Medieval Studies, Toronto, 1978.
- Julian of Norwich, Showings, introduction et trad. James Walsh, preface Jacques Leclercq, O.S.B., « The Classics of Western Spirituality », Mahwah/New York : The Paulist Press, 1978.
  - Revelations of Divine Love, trad. et notes Clifton Wolters, Harmondsworth : Penguin Books, 1966.
  - Revelations of Divine Love, ed. by Halcyon Backhouse and Rhona Pipe, Londres, Hodder and Stoughton, 1987.

### Commentaires
- (en) Julia Gatta, Three Spiritual Directors for Our Time : Julian of Norwich, The Cloud of Unknowing, Walter Hilton, introduction Kenneth Leech, Cambridge, MA : Cowley Publications, 1986.
- (en) Mary Arthur Knowlton, The Influence of Richard Rolle and Julian of Norwich on the Middle English Lyrics, La Haye/Paris : Mouton, 1973.
- (en) Robert Llewlyn, With Pity Not With Blame; The spirituality of Julian of Norwich and The Cloud of Unknowing for Today, Londres, Darton, Longman & Todd, 1994.
- Roland Maisonneuve, L’Univers visionnaire de Julian of Norwich, thèse présentée devant l’université Paris-IV le 31 mars 1979, Lille : Université Lille-III, Atelier de reproduction des thèses, Lille, 1982.
  - L’Univers visionnaire de Julian of Norwich, Paris : O.E.I.L., 1987.
- (en) Daniel J. Rogers, « Psychotechnological Approaches to the Teaching of the Cloud-author and to the Showings of Julian of Norwich », in The Medieval Mystical Tradition in England, ed. by Marion Glasscoe, The University of Exeter, 1982, p. 143-60.

### Vatican
- Sainte Julienne de Norwich: Dieu est notre Mère - Vatican
- Audience générale du 1er décembre 2010: Julienne de Norwich | BENOÎT XVI - Vatican